# Émissivité
En transfert radiatif, l'émissivité correspond au flux radiatif du rayonnement thermique émis par un élément de surface à température donnée, rapporté à la valeur de référence qu’est le flux émis par un corps noir à cette même température. Cette dernière valeur étant la valeur maximale possible, l'émissivité est un nombre inférieur ou égal à l'unité.
L'absorptivité correspond au flux radiatif absorbé par un élément de surface à température donnée, rapporté au flux incident.
Ces quantités peuvent être relatives à une longueur d'onde ou à l'ensemble du spectre, à une direction ou au demi-espace limité par l'élément de surface. Elles sont étroitement liées par les lois physiques qui régissent l'interaction rayonnement-matière et la thermodynamique.

## Position du problème
Le calcul du rayonnement dans un milieu borné par des surfaces nécessite la caractérisation de l'émission et de l'absorption de ces surfaces. Celle-ci est obtenue par la définition de l'émissivité et de l'absorptivité qui caractérisent la quantité d'énergie émise ou absorbée :
- pour une fréquence (ou une longueur d'onde) donnée, ou pour l'ensemble du spectre ;
- pour une direction donnée ou pour la totalité du demi-espace ouvert à la propagation de la lumière.

Ces quantités sont normalisées pour obtenir des valeurs comprises entre 0 (absorption ou émission nulle) et 1 (absorption totale ou émission maximale possible, cette dernière valeur étant fixée par le rayonnement du corps noir). Elles sont liées entre elles et avec la réflectivité par les lois de la thermodynamique et celles régissant l'interaction d'une onde avec un solide.
Ce type de problème se rencontre dans de nombreux domaines dans lesquels se posent des problèmes de transferts thermiques, ou le rendu en génération d'images de synthèse. En effet, l'aspect d'une surface est très lié aux quantités évoquées ici. Toutefois, on ne considérera que le cas de la réflexion spéculaire qui ne rend pas compte de la complexité des surfaces pouvant exister. Pour cela il faut s'intéresser à la réflectivité bidirectionnelle.
On trouve un grand nombre de données fiables concernant les métaux et alliages,, les solides non métalliques ou les dépôts,. Ces références concernent plus d'un millier de matériaux.

## Définitions, propriétés

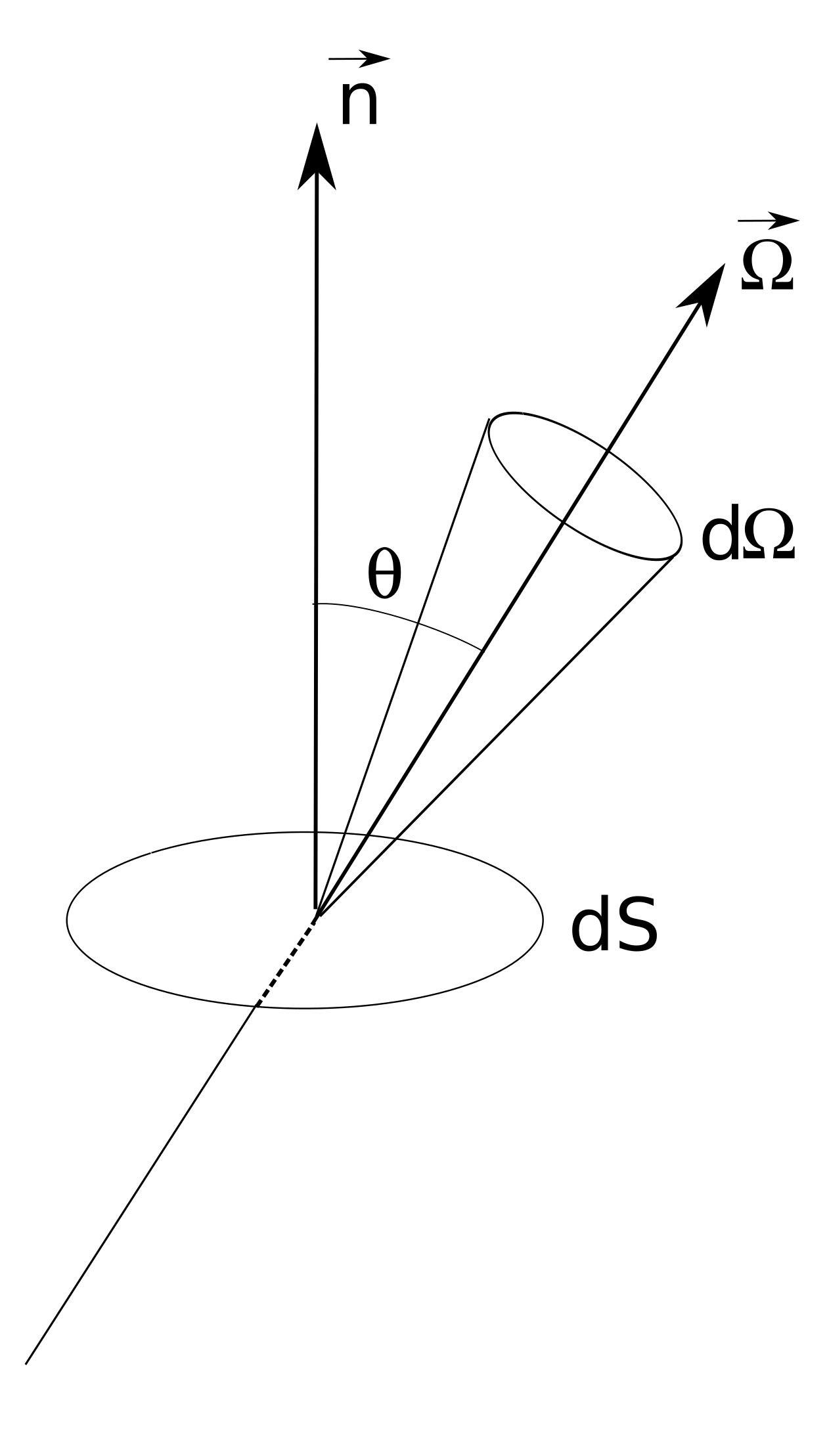
Notations utilisées.

Pour caractériser le transfert de rayonnement on utilise deux grandeurs physiques particulièrement adaptées.

### Luminance énergétique spectrale
La luminance énergétique spectrale {\displaystyle L_{\nu }(\nu ,{\vec {\Omega }})} (ou densité spectrale de luminance énergétique), en J⋅m−2⋅sr−1, est définie comme la quantité d'énergie radiative {\displaystyle \mathrm {d} {\mathcal {E}}_{\nu }} émise dans un intervalle de fréquence {\displaystyle \mathrm {d} \nu }, dans un angle solide {\displaystyle \mathrm {d} \Omega }, par, ou à travers, la surface d'aire élémentaire {\displaystyle \mathrm {d} \sigma =\mathrm {d} S\,\cos \theta }, durant le temps {\displaystyle \mathrm {d} t} :
{\displaystyle \mathrm {d} {\mathcal {E}}_{\nu }=L_{\nu }\,\mathrm {d} \sigma \,\mathrm {d} \nu \,\mathrm {d} \Omega \,\mathrm {d} t}.
En coordonnées sphériques, la direction d'émission {\displaystyle {\overrightarrow {\Omega }}} est décrite par deux angles : la colatitude {\displaystyle \theta } et l'azimut (ou longitude) {\displaystyle \phi }.
On utilise ici la fréquence {\displaystyle \nu } mais on peut, de façon équivalente, utiliser la longueur d'onde {\displaystyle \lambda ={\frac {c}{\nu }}} ; la luminance énergétique spectrale s'exprimerait alors en W⋅m-3⋅sr-1.

### Exitance
L'exitance (ou émittance) énergétique spectrale, en J m−2, correspond au flux énergétique (ou puissance rayonnée) par unité de surface pour une bande de fréquence {\displaystyle \mathrm {d} \nu } :
{\displaystyle M_{\nu }=\int _{2\pi }L_{\nu }\,\cos \theta \,\mathrm {d} \Omega =\int _{0}^{2\pi }\int _{0}^{\frac {\pi }{2}}L_{\nu }(\nu ,\theta ,\phi )\,\cos \theta \,\sin \theta \,\mathrm {d} \theta \,\mathrm {d} \phi =\int _{0}^{2\pi }\int _{0}^{1}L_{\nu }(\nu ,\mu ,\phi )\,\mu \,\mathrm {d} \mu \,\mathrm {d} \phi },
où {\displaystyle \mu =\cos \theta }.
Dans le cas où le problème est de révolution autour de la normale à la surface :
{\displaystyle M_{\nu }=2\pi \int _{0}^{1}L_{\nu }(\nu ,\mu )\,\mu \,\mathrm {d} \mu }.
Et si la luminance est de révolution (distribution « lambertienne ») on obtient la loi de Lambert :
{\displaystyle M_{\nu }=\pi \,L_{\nu }}.

### Absorptivité
L'absorptivité directionnelle spectrale est la fraction {\displaystyle L_{\nu }^{abs}} de la luminance incidente {\displaystyle L_{\nu }} absorbée par une paroi
{\displaystyle \alpha _{\nu ,\Omega }={\frac {L_{\nu }^{abs}}{L_{\nu }}}}
Cette fraction est évidemment comprise entre 0 (pas d'absorption) et 1 (absorption totale) : {\displaystyle 0\leq \alpha _{\nu ,\Omega }\leq 1}.
L'absorptivité spectrale hémisphérique est obtenue par intégration sur le demi-espace de chacune des composantes de l'expression de {\displaystyle \alpha _{\nu ,\Omega }}
{\displaystyle \alpha _{\nu }={\frac {\int _{2\pi }L_{\nu }^{abs}\,\cos \theta \,\mathrm {d} \Omega }{\int _{2\pi }L_{\nu }\,\cos \theta \,\mathrm {d} \Omega }}={\frac {M_{\nu }^{abs}}{M_{\nu }}}}
Cette valeur dépend de la distribution angulaire de {\displaystyle L_{\nu }}, ce n'est donc pas une quantité caractéristique du matériau mais celle d'un couple matériau-environnement radiatif.
Si {\displaystyle L_{\nu }} est isotrope on obtient cette fois une quantité caractéristique du matériau
{\displaystyle \alpha _{\nu }=\alpha _{\nu }^{0}={\frac {1}{\pi }}\int _{2\pi }\alpha _{\nu ,\Omega }\,\cos \theta \,\mathrm {d} \Omega }
L'absorptivité totale s'obtient en intégrant pareillement sur le domaine spectral
{\displaystyle \alpha ={\frac {\int _{0}^{\infty }M_{\nu }^{abs}\,\mathrm {d} \nu }{\int _{0}^{\infty }M_{\nu }\,\mathrm {d} \nu }}={\frac {1}{M}}\int _{0}^{\infty }\alpha _{\nu }\,M_{\nu }\,\mathrm {d} \nu }
Pour la même raison que ci-dessus {\displaystyle \alpha } n'est pas une caractéristique du matériau.

### Émissivité
L'émissivité est le rapport de la luminance du corps réel sur la luminance du corps noir porté à la même température.
{\displaystyle \varepsilon ={\frac {L(T)}{L^{\circ }(T)}}}.
Cette définition peut être déclinée de façons différentes selon les besoins des applications.

#### Émissivité directionnelle monochromatique
L'émissivité directionnelle monochromatique est le facteur qui fournit le plus de détails : il dépend de la fréquence {\displaystyle \nu } et de la direction {\displaystyle {\vec {\Omega }}}
{\displaystyle \varepsilon _{\nu ,\Omega }={\frac {L_{\nu }(T,\nu ,{\vec {\Omega }})}{L_{\nu }^{\circ }(T,\nu )}}}
Le corps noir étant une source isotrope, sa luminance {\displaystyle L_{\nu }^{\circ }(T,\nu )}, donnée par la loi de Planck, est la même dans toutes les directions.
La loi du rayonnement de Kirchhoff, fondée sur un argument thermodynamique, montre que {\displaystyle \varepsilon _{\nu ,\Omega }=\alpha _{\nu ,\Omega }} lorsque le rayonnement est celui du corps noir. Or, ces quantités sont supposées indépendantes du rayonnement (voir ci-dessous). Cette propriété est donc vraie quel que soit celui-ci. Comme pour l’absorptivité, on a donc {\displaystyle 0\leq \varepsilon _{\nu ,\Omega }\leq 1}.

#### Émissivité hémisphérique monochromatique
Par intégration sur le demi-espace, on obtient l'émissivité hémisphérique monochromatique : 
{\displaystyle \varepsilon _{\nu }={\frac {\int _{2\pi }L_{\nu }\,\cos \theta \,\mathrm {d} \Omega }{\int _{2\pi }L_{\nu }^{\circ }\,\cos \theta \,\mathrm {d} \Omega }}={\frac {M_{\nu }}{\pi L_{\nu }^{\circ }}}={\frac {1}{\pi }}\int _{2\pi }\varepsilon _{\nu ,\Omega }\,\cos \theta \,\mathrm {d} \Omega }
Par comparaison avec l'absorptivité hémisphérique spectrale, on constate que l'égalité {\displaystyle \varepsilon _{\nu }=\alpha _{\nu }} n'est pas vraie en général. Elle l'est dans le cas d'une luminance uniforme angulairement : {\displaystyle \varepsilon _{\nu }=\alpha _{\nu }^{0}}.
{\displaystyle \varepsilon _{\nu ,\Omega }} étant une quantité positive et inférieure à 1, la relation suivante est toujours vérifiée.
{\displaystyle \varepsilon _{\nu }={\frac {1}{\pi }}\int _{2\pi }\varepsilon _{\nu ,\Omega }\,\cos \theta \,\mathrm {d} \Omega \leq {\frac {1}{\pi }}\int _{2\pi }\cos \theta \,\mathrm {d} \Omega =1}. Par ailleurs, {\displaystyle \varepsilon _{\nu ,\Omega }\,\cos \theta \geq 0} implique {\displaystyle \varepsilon _{\nu }\geq 0} Finalement {\displaystyle 0\leq \varepsilon _{\nu }\leq 1}
Par intégration sur l'ensemble des fréquences, on obtient l'émissivité directionnelle totale :
{\displaystyle \varepsilon _{\Omega }={\frac {\int _{0}^{\infty }L_{\nu }\,\mathrm {d} \nu }{\int _{0}^{\infty }L_{\nu }^{\circ }\,\mathrm {d} \nu }}={\frac {L(T,{\vec {\Omega }})}{L^{\circ }(T)}}}.

#### Émissivité totale
L'émissivité totale est donnée par le rapport de l'exitance du corps réel sur l'exitance du corps noir porté à la même température :
{\displaystyle \varepsilon ={\frac {\int _{0}^{\infty }M_{\nu }\,\mathrm {d} \nu }{\pi \int _{0}^{\infty }L_{\nu }^{\circ }\,\mathrm {d} \nu }}={\frac {M}{\sigma T^{4}}}},
où {\displaystyle \sigma } est la constante de Stefan-Boltzmann.
En reproduisant les raisonnements précédents on voit que {\displaystyle \varepsilon \neq \alpha } et {\displaystyle 0\leq \varepsilon \leq 1}

### Réflectivité et conservation de l'énergie
Pour un rayon arrivant sur un matériau isotherme, la conservation de l'énergie impose un flux total nul. Soient {\displaystyle L_{\nu }^{in}} et {\displaystyle L_{\nu }^{out}} les luminances incidente et réfléchie, alors, pour des quantités comptées en valeur absolue
{\displaystyle M_{\nu }^{in}=M_{\nu }^{out}+M_{\nu }^{abs}}
Si {\displaystyle r_{\nu }} est le coefficient de réflexion, par définition on a
{\displaystyle M_{\nu }^{out}=r_{\nu }M_{\nu }^{in}}
donc
{\displaystyle (1-r_{\nu }-\alpha _{\nu })M_{\nu }^{in}=0}
D'où la relation liant réflectivité et absorptivité
{\displaystyle \alpha _{\nu }=1-r_{\nu }}
Cette relation assez évidente possède son pendant pour les valeurs intégrées en fréquence
{\displaystyle \alpha =1-r}
Tout comme {\displaystyle \alpha _{\nu }} et {\displaystyle \alpha }, {\displaystyle r_{\nu }} et {\displaystyle r} ne sont pas des caractéristiques du matériau.

## Évaluation des caractéristiques radiatives à partir des propriétés du matériau
| Matériau | Absorptivité (α) | Émissivité (ε) | Température¹ | Température¹ |
| Matériau | Absorptivité (α) | Émissivité (ε) | Kelvin       | °Celsius     |
| --- | ---------------- | -------------- | ------------ | ------------ |
| Aluminium | 0,379            | 0,035          | 715          | 442°C        |
| Aluminium poli | 0,200            | 0,031          | 628          | 355 °C       |
| Acier | 0,567            | 0,267          | 476          | 203 °C       |
| Peinture blanche | 0,252            | 0,853          | 290          | 17 °C        |
| Peinture noire | 0,975            | 0,874          | 406          | 133 °C       |
| Téflon aluminisé | 0,163            | 0,800          | 264          | -9 °C        |
| Optical Solar Reflector | 0,077            | 0,790          | 220          | -53 °C       |
| ¹Température de la face tournée vers le Soleil. Engin spatial distant d'une unité astronomique du Soleil (=Terre). La face arrière est isolée thermiquement du reste de l'engin spatial. |                  |                |              |              |

Une onde électromagnétique incidente interagit par son champ électrique avec le matériau par l'intermédiaire de particules ou quasi-particules du solide au voisinage de la paroi. Il s'agit d'électrons d'une bande de valence pour un métal ou d'un phonon pour un diélectrique. Les oscillations induites provoquent l'émission d'une onde de même fréquence, plus ou moins déphasée, qui interfère avec l'onde incidente. Dans le cas de l'émission c'est l'agitation thermique qui crée l'onde.
Réflectivité, transmittance, absorptivité et émissivité peuvent être calculées dans le cas d'une interface parfaite par résolution des équations de Maxwell à partir des propriétés du solide. On qualifie de « parfaite » une surface plane (sans rugosités à l'échelle de la longueur d'onde) surmontant un milieu homogène (métal, liquide, verre ou monocristal). Cette surface provoque une réflexion spéculaire et une réfraction décrites par les lois de Fresnel. A contrario, un matériau dense ayant une surface rugueuse ou des matériaux inhomogènes (matériau poreux, polycristallin, etc.) sont beaucoup plus difficiles à caractériser et font généralement l'objet de mesures, en particulier celle de la réflectivité bidirectionnelle ou BRDF (acronyme anglais de bidirectional reflectance distribution function).
Dans le cas où l'épaisseur du matériau est grande devant la longueur caractéristique de l'absorption, l'onde pénétrante est entièrement absorbée et les notions d'absorptivité et de transmittance sont confondues. Dans le cas contraire une partie du rayonnement peut être renvoyée vers la surface par une seconde interface et se superposer au rayonnement réfléchi directement. Ce cas se pose pour les dépôts de faible épaisseur.
Dans ce qui suit on suppose le milieu extérieur d'indice unité.

### Interface parfaite

#### Métal ou diélectrique en forte épaisseur

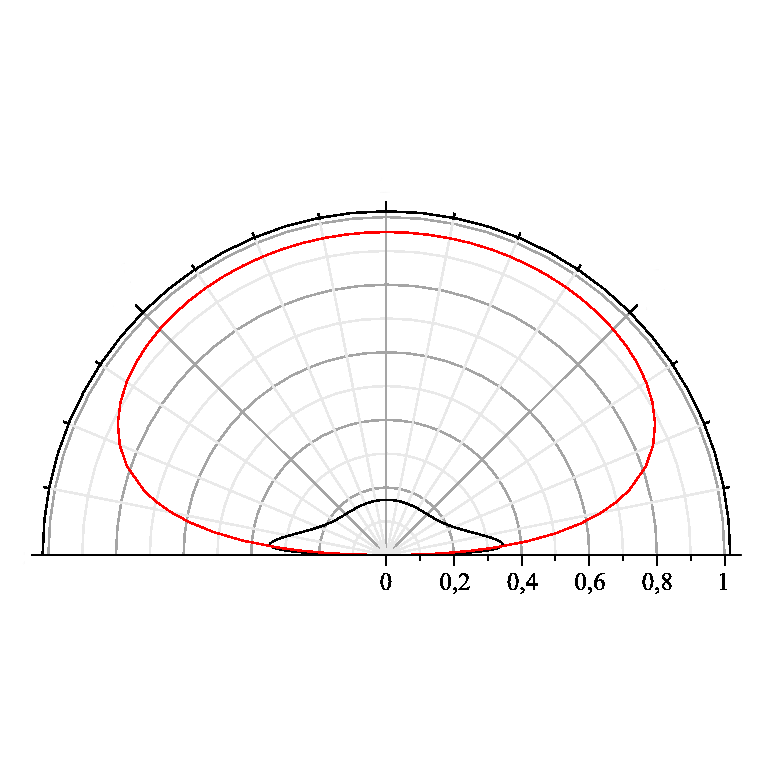
Émissivités typiques d'un métal (en noir) et d'un diélectrique (en rouge).

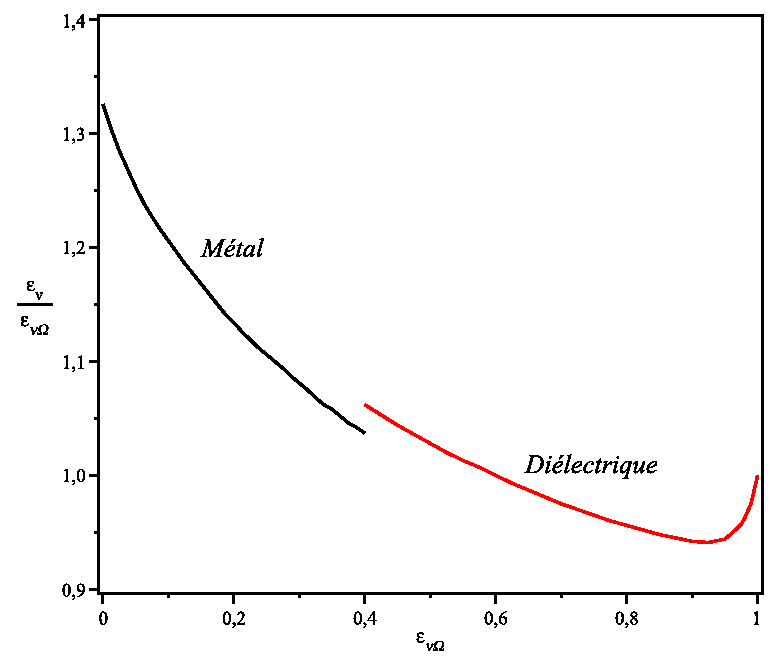
Émissivité hémisphérique en fonction de la valeur directionnelle.

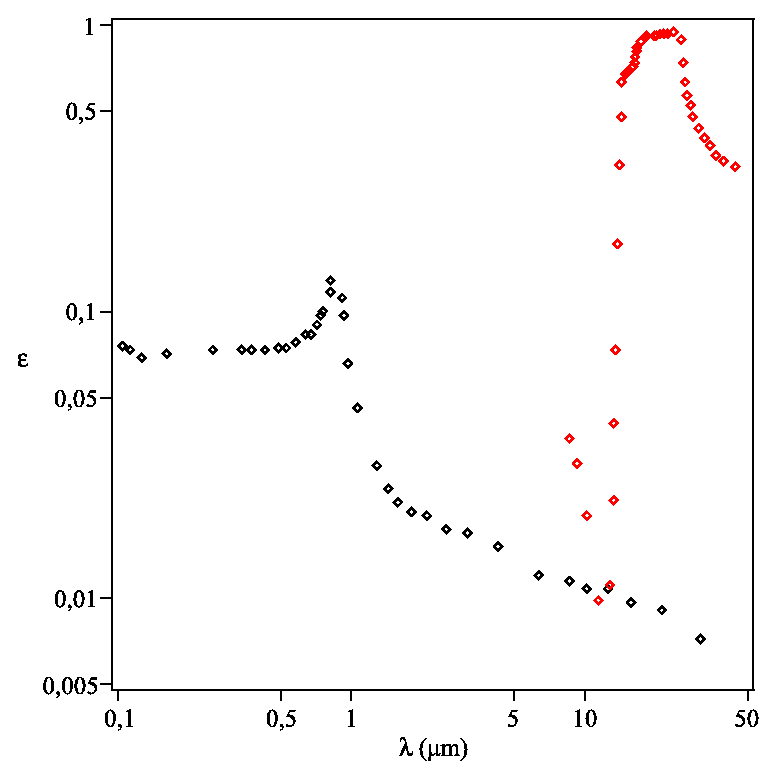
Émissivités normales en fonction de la longueur d'onde (noir : métal, rouge : diélectrique).

Pour un métal l'interaction avec l'onde s'effectue sur quelques nanomètres de profondeur. Pour un diélectrique l'épaisseur nécessaire pour absorber l'onde peut être très importante. On se place ici dans le cas où l'absorption est totale. La propriété qui influence le phénomène est la permittivité diélectrique relative {\displaystyle K} ou l'indice de réfraction complexe {\displaystyle n={\sqrt {K}}=n_{0}+i\chi }. Ces propriétés peuvent être calculées par le modèle de Drude-Lorentz. Pour une réflexion spéculaire les coefficients de Fresnel donnant la réflectivité et la transmittivité de l'interface sont analytiques et dépendants de la polarisation de l'onde. Ces quantités sont confondues avec l'émissivité (par l'intermédiaire des relations données ci-dessus) et l'absorptivité du matériau. La dépendance à la polarisation de l'onde disparaît pour une incidence normale {\displaystyle \theta =0} en raison de la symétrie du problème. Dans ce cas on obtient
{\displaystyle \varepsilon _{\nu ,{\frac {\pi }{2}}}=\alpha _{\nu ,{\frac {\pi }{2}}}={\frac {4n_{0}}{(n_{0}+1)^{2}+\chi ^{2}}}}
L'expression de l'émissivité spectrale montre que celle-ci diminue avec l'indice. Elle est particulièrement faible pour les métaux pour lesquels les valeurs de {\displaystyle n_{0}} et {\displaystyle \chi } sont élevées. Elle est au contraire importante pour les diélectriques pour lesquels {\displaystyle n_{0}} est faible et {\displaystyle \chi \simeq 0}. Dans ce dernier cas la distribution angulaire est approximativement isotrope pour les angles {\displaystyle \theta } allant jusqu'à 45 degrés ou plus. Dans les deux cas la valeur rasante est faible en raison des lois de Fresnel et elle s'annule pour {\displaystyle \theta ={\frac {\pi }{2}}}.
Dans le cas des diélectriques {\displaystyle \varepsilon _{\nu ,\Omega }} est fonction de {\displaystyle n_{0}} seulement tout comme {\displaystyle \varepsilon _{\nu ,{\frac {\pi }{2}}}}. On peut donc trouver une relation liant ces quantités, par exemple de la forme {\displaystyle {\frac {\varepsilon _{\nu }}{\varepsilon _{\nu ,{\frac {\pi }{2}}}}}=f(\varepsilon _{\nu ,{\frac {\pi }{2}}})}. Cette loi peut simplifier notablement le problème de la mesure de l'émissivité hémisphérique spectrale. On peut construire une courbe équivalente pour les métaux, mais celle-ci n'est qu'approchée puisque les quantités dépendent de deux paramètres {\displaystyle n_{0}} et {\displaystyle \chi }. Toutefois, on peut dans le cas des métaux et pour les grandes longueurs d'onde (domaine infrarouge) relier l'indice à un seul paramètre, la conductivité électrique {\displaystyle \sigma } par l'intermédiaire de la loi de Hagen-Rubens.
{\displaystyle n_{0}=\chi ={\sqrt {\frac {\sigma }{4\pi \epsilon _{0}\nu }}}}
où {\displaystyle \epsilon _{0}} est la permittivité du vide.
L'expression de l'émissivité devient alors
{\displaystyle \varepsilon _{\nu ,{\frac {\pi }{2}}}=\alpha _{\nu ,{\frac {\pi }{2}}}={\frac {4n_{0}}{2n_{0}^{2}+2n_{0}+1}}}
Cette loi qui permet de prévoir une décroissance de l'émissivité avec la longueur d'onde. Il faut noter qu'à plus haute fréquence on peut observer des pics liés aux transitions entre deux bandes de valence.
Les diélectriques ont un comportement très différent en fréquence. Ils peuvent alterner des régions à forte et faibles réflectivités en fonction des résonances du matériau. De plus certaines impuretés suffisent à modifier considérablement la réponse du matériau en rendant celui-ci semi-conducteur.
Pour un métal la conductivité électrique varie approximativement comme l'inverse de la température, d'où une augmentation de l'émissivité avec celle-ci.

#### Dépôt
Pour contrôler les propriétés superficielles on utilise un dépôt métallique ou non. Lorsque celui-ci a une épaisseur faible devant la longueur caractéristique de l'absorption dans le matériau, égale à l'inverse du coefficient d'extinction, l'onde atteint l'interface inférieure qui joue donc un rôle dans les propriétés radiatives en absorbant plus ou moins l'onde transmise et en la réfléchissant, provoquant ainsi des réflexions multiples dans la lame que constitue ce dépôt. L'épaisseur du dépôt joue un rôle primordial au travers de l'absorption. Quoique plus complexe que précédemment le calcul reste possible,,.

### Interface imparfaite
L'imperfection de la surface peut être liée :
- à une oxydation de celle-ci, le phénomène créant l'équivalent d'un dépôt plus ou moins régulier ;
- une surface rugueuse à une échelle supérieure à la longueur d'onde. Dans le cas contraire la surface sera optiquement lisse.

D'une façon générale la rugosité augmente l'émissivité hémisphérique en modifiant la distribution angulaire d'émission. Cette augmentation peut être très importante, jusqu'à un facteur 10 pour un métal.

### Métamatériaux
Les métamatériaux ont un indice apparent négatif, ce qui permet d'obtenir des effets physiques non standard. Dans le cas de l'émission, on arrive à créer un faisceau cohérent.

## Cas du soleil
L'émissivité thermique d'un matériau est généralement donnée vis-à-vis du rayonnement thermique ambiant, sur toutes les longueurs d'onde. Concernant le soleil, qui émet sur des longueurs d'onde plus resserrées que le spectre du rayonnement thermique ambiant, l'émissivité d'un matériau peut être différente et la couleur du matériau peut jouer un rôle. C'est ainsi que des surfaces blanches de bâtiments, dont l'émissivité vis-à-vis du rayonnement thermique ambiant peut être de l'ordre d'environ 0,95, peut n'être que de l'ordre de 0,15 vis-à-vis du rayonnement solaire.

### Note
1. ↑  Dans le cas où le milieu externe a un indice non nul l'émissivité en incidence normale s'écrit {\displaystyle \varepsilon _{\nu ,{\frac {\pi }{2}}}=4{\frac {n_{0}n_{e}+\chi \chi _{e}}{(n_{0}+n_{e})^{2}+(\chi +\chi _{e})^{2}}}} où l'indice e est relatif au milieu extérieur. Celui-ci étant diélectrique pour que le problème ait un sens et éventuellement sans pertes, il augmente l'émissivité.